# Алесь Гарун
Але́сь Гару́н (псевдоним, настоящее имя — Алекса́ндр Влади́мирович Пруши́нский (бел. Алякса́ндр Уладзі́міравіч Прушы́нскі); 11 марта (27 февраля) 1887, Новый Двор — 28 июля 1920, Краков) — белорусский поэт, писатель, публицист, автор Нашей Нивы, деятель «Белорусского возрождения».

## Биография
Родился Алесь 11 марта 1887 года в фольварке Новый Двор (ныне в черте Минска) в пролетарской католической семье. В пять лет научился читать по-русски и по-польски, в семь пошёл учиться в приходское училище, а потом — в минскую школу ремесленных учеников, где проявился его талант краснодеревщика. В 1902 году окончил учёбу и получил квалификацию мастера-столяра. Некоторое время работал в мастерских и на предприятиях Минска.  
В 1904 году вступил в Партию социалистов-революционеров, стал активным агитатором среди молодежи. В это время он начал пробовать писать собственные произведения.
В 1907 году за свою активную деятельность был арестован в Минской подпольной типографии, а в 1908 году сослан в Сибирь. Жил в Иркутской губернии, занимался столярной и плотничной работой.
С 1914 года работал водолеем на реке Лене, в это время завершил сборник «Материнский дар».
В 1915 году Алесь переехал в Бодайбо, работал на золотых приисках Ленского золото-промышленного округа.
В 1917 году делегат 2 съезда белорусов-беженцев в Москве, съезда народов в Киеве.
В сентябре 1917 года вернулся в Минск, включился в общественную работу, хотя сильно подводило здоровье. Был избран членом Центрального комитета Белорусской социалистической громады, Председателем Временного Белорусского Национального комитета, сопредседателем 1 Всебелорусского съезда, редактировал газету «Белорусский путь», работал в детских приютах.
В Минске он работал в редакции газеты «Вольная Беларусь» вместе с Язэпом Лёсиком.
24 октября 1919 года вошёл в состав Белорусской военной комиссии, которая формировала белорусские части польских вооружённых сил, работал над созданием армейского устава. Приветствовал военачальника Юзефа Пилсудского, выразил благодарность за изгнание большевиков, которых считал российскими империалистами, и надежду на добрососедские отношения.
В последние годы жизни Гарун тяжело болел туберкулёзом. Ему приходилось писать в постели, так как сидеть за столом было тяжело. Близкие друзья уговорили поэта бросить работу и поехать лечиться за границу.
Алесь Гарун умер 20 июля 1920 года и был похоронен на Раковицком кладбище в Кракове, Польша.

## Творчество
Сборник лирики «Матчын дар» (Минск, 1918) создавался в Сибири. Состоит из трёх разделов («Роднаму краю», «На чужыне», «Праявы роднага»). Тематика сборника: духовные устремления личности, неутомимой в познании правды, судьба Родины и её народа. Лирический герой осмысляет собственный жребий в контексте его предначертанности, покорности и протеста против неё.
В стихотворениях сборника отражены различные мотивы. Распутье в жизни героя и однозначность христианско-духовного выбора («На смерць», «Ноч», «Хрыстос нарадзіўся! Хрыстос нарадзіўся!..», «Навука».). Герой желает одиночества, противится недоле, тоскует по родной земле; явления природы оттеняют его смятение («Літанне Адзіноце», «Слабасці», «Восень», «Журба»). Литературно-эстетические мотивы: истоки и перспективы литературного творчества, относительность представлений о приемлемой жизни («Людзям», «Паэту», «Эх, сягоння ў гэту ночку…», «Думкі — дыяменты, краскі жыцця…», «Матчын дар», «Жыццё»). Патриотические мотивы: восторги и грёзы о родном крае, стремление восславить его («Роднаму краю», «Начныя думкі»), надежды на «пробуждение» к лучшей жизни («Як надарыцца мінута…», «Мілая, родная старонка-маці!..», «Хай не льюцца дажджы цёмна-хмарныя…»), заброшенность и моментная безнадежность («Ваўкалакі», «Мае думкі»), обличение противников белорусского возрождения («Юдам»), язык — условие сохранения нации («Ты, мой брат, каго зваць Беларусам…», «Песня-звон»).
Представлена проблема познания и постижимости мира, перехода одной экзистенционной формы в другую (стихотворения «Nocturno», «Адбітак», «Як ліст вярбінкі маладой…», «Нязнаны госць», «Ідуць гады»).
Гарун известен, кроме того, как автор пьес для детского театра, в которых, по мнению критики, проявил исключительно тонкое понимание детской души. («Жывыя казкі для дзіцячага тэатру» 1920)
Проза Алеся Гаруна преимущественно выходила под псевдонимом І. Жывіца. (Живица — девичья фамилия его матери.)
В публицистике осуждал национальную и земельную политику большевиков, нерешительность и «анахроничность» Рады БНР, польский шовинизм. Автор антивоенных стихотворений.

### История публикаций
«Матчын дар» (Мінск 1918) издан в типографии Якова Гринблата на деньги Народного секретариата. После второго минского издания, с 1929 по 1988 годы Гаруна не печатали в СССР. Третье минское издание (1988) с предисловием Василя Быкова. Эмигранты издали поєзию Гаруна в оригинале и в английском переводе Веры Рич (Нью-Йорк—Мюнхен, 1962 и Лондон, 1982). Гарун готовил ещё сборник «Новая песьня», но не успел завершить работу.

### Книги
- Избранные произведения (бел. Выбраныя творы)
- Материнский дар (бел. Матчын дар)
- Сердцем услышан звон (бел. Сэрцам пачуты звон)

### Рассказы
- Первый снег (бел. Першы снег)
- Пан Шабуневич (бел. Пан Шабуневіч)
- Молодое (бел. Маладое)
- Человек без крови (бел. Чалавек без крыві)
- Праздник (бел. Свята)
- Пьеро и Коломбина (бел. П'epa і Кaлaмбінa)

## Память
В Минске одна из улиц названа в честь Алеся Гаруна (Фрунзенский район).